# Cantone di Colta
Il cantone di Colta è un cantone dell'Ecuador che si trova nella provincia del Chimborazo.
Il capoluogo del cantone è Villa la Unión.